# エロ事師たち
『エロ事師たち』（エロごとしたち）は、野坂昭如の長編小説。当時33歳の野坂の小説家としての処女作で、文学的にも高い評価を受けた代表作でもある。世の男どもの「エロ」を満たすため法網を潜り、あらゆる享楽の趣向を凝らし提供することを使命とする中年男の物語。「エロ事師」を取り巻く世界のどこか滑稽でグロテスクな様や猥雑な現実を、哀愁ただよう苛烈なユーモアと古典文芸的リズムの文体で綴りながら、エロティシズムの観念をアイロニックに描いている。
1963年（昭和38年）、雑誌『小説中央公論』11月号から12月号に2回連載された。三島由紀夫に激賞され、その後出版社の依頼で長編化させたものが、1966年（昭和41年）3月10日に講談社より単行本刊行された。文庫版は新潮文庫で刊行されている。翻訳版はマイケル ギャラガー訳（英題：The Pornographers）で行われている。なお、雑誌連載時の初稿版は『野坂昭如コレクション 1』に収録されている。単行本刊行同年に、今村昌平監督で映画化もされた。

## 執筆動機・作品背景
野坂昭如は『エロ事師たち』について次のように説明している。
舞台設定は、1962年（昭和37年）から1964年（昭和39年）暮までで、執筆年とほぼ重なり、主人公の年齢も当時の作者・野坂の年齢と近く、誕生日が10月10日という点は同じになっている。主人公の住いとなっている守口市も、終戦時に野坂が住んでいたことのある地である。また、作中にブルーフィルムや、トルコ風呂、白黒ショー、エロ写真、ゲイバーなど様々な昭和の風俗も織り込まれているが、野坂自身、趣味でブルーフィルムを蒐集し自宅で上映していたり、ゲイバーでバーテンをしていた経験もあり、野坂の身近にいたブルーフィルムの業者などから見聞した裏社会の断面が作品に生かされている。また、主人公の母が神戸空襲で死んだ設定で、回想部で描写される戦火で死んだ人々のグロテスクな屍の目撃談など、空襲で養父を亡くした野坂自身の戦争体験と重なる部分も見受けられる。
主人公「スブやん」の名前は、当時野坂が引っ越したばかりの六本木の高層アパートの隣に住んでいた兼高かおるの母親が飼っていた狆の名前が「スブタ」だったことから、ヒントを得た。なお、「恵子」という名前を主人公の義娘の名前に付けたのは、『火垂るの墓』のモデルとなった妹・恵子への思いがあったからだという。
なお、『エロ事師たち』は三島由紀夫や吉行淳之介に推奨されたが、これについて野坂は71歳の時、阿川佐和子との座談で、吉行や三島が『エロ事師たち』を認めてくれなかったら、自分はここにはいないと語っている。

## 文体
『エロ事師たち』は「エロ」を描いているが、綴られる描写は、リアリズム描写の文学ではなく、物語の大半は大阪弁の会話と独特なリズムの文体で成り立ち、この会話と地の文が互いに交錯するところに特徴がある。これらのリズムは、日本の古典的な語り物文芸（軍記物、義太夫、浪花節など）の伝統に則っているが、これは野坂が大阪の地元で自然と身についた、無意識の伝統が継承されているものと見られている。また、その文章は、村松梢風の晩年の文章を思わせるものもあり、その文体やテーマが醸し出す作品世界は、井原西鶴や鶴屋南北などの江戸文学と共通するものがある。

## あらすじ
滝井の床屋の二階に居候しているスブやんは、相棒の伴的の住むアパートの住人たちの性行為を盗聴したテープや、エロ写真を売ったり、売春斡旋まがいで女の調達業を生業とする「エロ事師」である。スブやんは5年前にこの床屋の未亡人・お春と懇ろとなり、内縁関係となった。女房・お春は最近、肺を患い店は休みがちだった。お春には前の亭主との間に一人娘・恵子がいるが、スブやんは、ブルーフィルムの撮影のために恵子の高校の制服を拝借することもあった。エロ事師の大半はヤクザと関わり合いがあるが、スブやんは以前サツに目をつけられた教訓から、ルートや顧客はあくまで自分で開拓した堅気の者を対象にし、女の調達人やフィルムのモデルも素人を選んでいた。
翌年3月、お春が妊娠していたことが判ったが、衰弱した身のため翌月胎児は人工出産で中絶された。5か月だった胎児は、医者の勧めでスブやんが引き取り弔うことになった。男の子だった胎児は、スブやんのエロ事師仲間の伴的、ゴキ（元帝国軍人）の3人により、山本山の海苔の缶に土と共に納められて淀川へ水葬され、彼らに挙手の礼で送られた。ブルーフィルム製作が、カキヤという台本書きも加えて進む中、入院中のお春の肺の具合が悪化して死亡した。お春の棺を前にした壁にブルーフィルムを映して、スブやんたちは供養した。
看護婦くずれのコールガールが以前勤めていたケチな六甲山麓の外科医が、別荘で変態ブルーフィルムを製作し所蔵していたことを知ったスブやんは、それを盗みに行き、外科医の手下だった事務員・ポールもついでにエロ事師の仲間に引き入れた。その後、スブやんは、ゲイバーに行きたいという恵子とその友人たちを遊びに連れて行ってやった帰り、恵子と男女の雰囲気となった。前からお互い何となく気があった2人は帰宅して結ばれそうになるが、土壇場でスブやんが不能になってしまった。その翌朝、刑事がやって来て、スブやんは草分けからの顧客に売った変態フィルムの件で勾留された。なんとか誤魔化して12日でシャバに戻ったスブやんだったが、恵子は家出していなかった。そこへ勾留所で知り合ったカボーがやって来て、居候することになった。カボーはTVタレント志望の男前の青年で女はいくらでもナンパできたが、オナニーにしか興味のない童貞だった。
翌年もインポが治らないままのスブやんは、カボーやポールがナンパした女子大生や女店員らを活用して、会社の部長などのエロ客のニーズを答えるカラクリを編み出しつつ、次第に足がつきやすいブルーフィルム販売から、大作を製作し会費制の上映会だけをしていた。やがてスブやんはフィルムには興味がなくなり、乱交パーティーの主催をはじめた。撮影者の伴的は汚らしい醜悪な乱交にうんざりして、芸術的なフィルム製作を目指し、スブやんと袂を別つことになった。ポールも伴的に付いたが、大量生産優先の商売人として伴的をこき使うようになったとゴキから噂を聞き、スブやんはポールの居所を、神戸の暴力団と親しい六甲山麓の外科医に密告してやった。そんな折、スブやんは客の兼坂の伝手で手に入れた人造人間（ダッチワイフ）を、恵子に見立ててインポを治そうとするが、留守の隙にカボーにダッチワイフを先に使われ、人形に夢中のカボーに譲ってやる。
スブやんは、今度こそ理想の乱交パーティーをと意気込み、青白いくたびれた助教授や腹の出た鉄屋やらは御遠慮願い、男は売れっ子タレントも加えた40歳未満の男盛りだけにし、12月15日に伊丹の外人向け貸家でパーティーを開いた。客たちの宴のたけなわ、カボーは人工美女の人形恋しさに先に帰った。1人残されたスブやんは月の光にインポを曝して、昔、読んだ早稲田の講義録を思い出し、芭蕉風の風流な詩を吟じる。家で待っていたカボーに、スブやんが交通事故に遭ったと警察から連絡が来た。カポーが天満署に行くと、偶然写真で見た恵子がいて、娼婦になって捕まっていた。巡査付添いで2人が病院へ行くと、スブやんは死んでいるにもかかわらず、背骨の打ち所のせいで勃起していた。白いハンカチをチンチンにかけて、「もうどっちゃが顔かわかれへん」と思わず恵子とカボーは笑ってしまう。

## おもな登場人物
スブやん
35 - 38歳。エロ事師。豚のように肥っている。あだ名の「スブやん」は酢豚の略。表向きの名前は「喜早時貴」。戸籍名は警察公安課だけが知る。母親は17年前に神戸空襲で死亡。父親も戦死。戦後の闇市の時代に様々な職を経た後、三流金銭登録機のセールスマンとなり、その過程でエロ写真を欲しがる客の要望に答えるうちに、それが本業になる。10月10日生まれ。
伴的
エロ事師。スブやんの相棒でカメラマン。滑稽なほど短い脚。元は、元町の帽子屋の倅だったが、写真道楽の末、女房と揉め、モデルと駆け落ちして親から勘当された。今は大阪城東区の大宮町に侘び住いの身。
お春
38 - 39歳。スブやんの妻（未入籍）で、3歳年上の元未亡人。床屋の店を張る。夫と死別し、5年前から二階の一部屋を人に貸しており、そこへスブやんが来て半年後に内縁関係となった。肺に影が写っていると診断され、身体が衰弱。スブやんの子を妊娠するが5か月で中絶。その後喀血して衰弱し病院で死亡。
恵子
16 - 18歳。お春の娘。菊水女子高に通う女子高生。母親が死んでから、やっとスブやんを「お父ちゃん」と呼ぶようになる。
「処女屋」のおばはん
50歳くらい。芦屋に居住。娼婦を育てている「エロ事師」。演技の上手い女を「処女」と偽り、客に宛がう。集めた女は、上は28歳から下は21歳までいる。戦前は大森で連込み宿を経営していた。よくしゃべる肥えたおばさん。
安子
自称23歳。「処女屋」のベテラン娼婦。実はおばはんの娘で、年を6歳ほどごまかし、1年半後の時点でもうすぐ30歳。母親の手配で、15歳の時に50年代の土建屋の県会議員に処女を買われた。
広告代理店の重役
42歳。妻と3人の子持ち。何の不足なく世を渡って来たが、自分の妻が処女でなかったと思い込み、これまでの人生で、自分が「初めての男」だという処女との交際がないことを悲しんでいる。スブやんの客。
ゴキ
48 - 50歳。ブツ（ブルーフィルム）の運び屋。大阪市内のブルーフィルム収集家から、フィルムを借り出すのが今の商売。以前はこの道で名の知れた「エロ事師」だったが去年引退した。門真市のはずれの蓮池のほとりにある番小屋の汚い6畳の部屋に住み、箱の中にゴキブリを飼い、その色艶を鑑賞しながら焼酎を飲み、春日八郎を聞くのが幸せ。実家は代々神社の神主で、弟が継いでいる。
東山幸楽
60歳。往年の弁士。今は梅田で名刺屋をやっている。ゴキの紹介でブルーフィルムの弁士をする。歳より若々しい。
モデルの女
ブルーフィルムに出演する女。天狗のお面の漆が剥げてカブれ、大事なところが腫れる。治療代をスブやんに請求。
クロ
白黒ショーの男。お座敷専門にまわっている素人。元漁師。妻に先立たれる。
シロ（理恵）
白黒ショーの女。美人だが白痴。育ちざかりに脳膜炎で知恵遅れとなった。父（漁師）の留守中に、村の若者に襲われ、その後淫乱となり、村の若衆の慰み者になる。実はクロとは父娘の関係。
カキヤ
元エロ本書き。ブルーフィルムの台本を書く。関目駅近くのペンキ屋の二階の四畳半住い。六尺二寸の巨大漢。不感症だった亡き母が創作の母体だと言う。その後、オナニーの最中に心臓麻痺で死亡。本名は阿部保。実は母親は健在だった。
兼坂
30代前半。事務所を構えているコピーライター。スポンサーへの接待用のエロ本を買ったり、エロショーを依頼。自分も乱交パーティーに参加する。
松江
新興宗教の信者。札幌出身の家出女。働いていた靴下工場が倒産し困窮。集会に潜入したスブやんが目をつけ、商売に利用し、コールガールになる。
玉子
松江の友人。同じ靴下工場で働いていた。看護婦くずれ。松江の紹介でコールガールになる。
六甲山麓の外科医
45、6歳。インテリ教授風の面。玉子が以前勤めていた病院の医者。退職金や月給をろくに払わない稀代のケチ。六甲山に別荘を持ち、趣味で変態物のブルーフィルムを製作している。200巻所蔵。手くせが悪く、新しい看護婦に手をつけモデルに使う。神戸の暴力団と親しい。
運転手
六甲山麓の外科医に雇われている運転手。貧相な小男。ブルーフィルム撮影を手伝っていた。スブやんの仲間には入らずに故郷に帰る。
ポール
外科医の元事務長。とっちゃん坊や風の若者。ブルーフィルム撮影を手伝っていた。スブやんの仲間になり、コールガールの助手となる。神戸出身。東京の大学を2年で中退後、証券会社の投資信託セールスマンとなり、外科医に出入りするうちに、事務長に誘われた。
ジュネ
ゲイバー「コクトオ」のおかま。恵子たち処女の女学生たちの大胆なおしゃべりに負かされる。
カボー
美青年。団地の屋上のタンクそばで野宿して逮捕された勾留所の新入りで、そこでスブやんと知り合う。ＴＶタレントを目指している。ギターをかかえるポーズでジョンジョンと口で調子をとる。男前だが童貞。継母に抱きつかれ、気色わるくなり家出した。
重役
満員電車に乗ったことがない。スブやん指南の痴漢入門に興味を示し実行するが、触っていたのはスブやんの尻。勘違いしたままそれで満足。
化粧品メーカーの宣伝部長
スブやんの客。若い女学生とデートしたがる。彼女らが水着に着替えた後の、脱いだ下着を被る。
女学生たち
カボーとポールに誘われ志摩半島に遊びに来る。真珠養殖の社長になりすました化粧品メーカーの宣伝部長とチークダンスを踊る。

## 作品評価・解釈
野坂昭如の処女作『エロ事師たち』は発表時、明治時代以来の近代日本文学に見られなかった型破りな作品と評され、赤裸々で露骨な現実を表現しているにもかかわらず、野卑にならない世界を醸し出す古典的な「語り物文芸」口調のリズムを駆使した文体が特徴的で、吉行淳之介や三島由紀夫らが、雑誌『文藝』のアンケート・ベストワンに選ぶなど、高い評価をされている。内容的には社会の裏面的な性のグロテスクな素材のため、同じ野坂の名作『火垂るの墓』のように一般化されることはないが、野坂が文壇で認められるきっかけとなった出世作として位置づけられている。
澁澤龍彦は、野坂という小説家を「男女のからみ合うベッドシーンばかり書きたがる当節の通俗流行作家とは全く反対に、ひたすら観念のエロティシズム、欠如体としてのエロティシズムにのみ没頭する一種独特な性の探究家」と呼び、その表現方法は悪趣味的であるが、独自の「庖丁さばき」（文体）により調理され下品に陥ることがないとし、その「庖丁さばき」は、「既成の文壇作家のストイックで潔癖な趣味とは明らかに趣味を異にするけれど、しかもなお、現実を調理することによって文学の真実を救い出すという、その一点においては全く変りがない」と解説しつつ、社会の裏側の「ポルノグラフィックな最低な現実を文学の素材として用い、しかもそれを見事な庖丁さばきで料理した作家」は、それまでの日本文学において野坂以外にはいなかったと評している。
そして澁澤は、「エロ事師」である主人公を野坂が、「物語の途中から容赦なくインポテンツの立場に追い落としている点」に、作品全体の「辛辣なアイロニー」が生き、そういった操作は、女嫌いのオナニストの美青年がダッチワイフの人工美女に惚れるところなど各所に散見されるとし、さらには、「小説全体を象徴する最大のアイロニー」となる最後の主人公の死に方の滑稽な状態は、「性そのもののアイロニーとぴったり重なっている」と解説している。
三島由紀夫は『エロ事師たち』を、「武田麟太郎風の無頼の文学」と呼び、「文壇の良識派」が「微笑をうかべて頭を撫でてやる」ような〈よく出来た中間小説〉という代物とは正反対の、「醜悪無慚」でありながら、「塵芥捨場の真昼の空のやうに明るく、お偉ら方が鼻をつまんで避けてとほるやうな小説」だとし、「『プレイボオイ』などと言つて空うそぶいてゐる野坂氏が、こんなに辛辣な人間だつたとは、面白いことだ」と述べている。そして、村松梢風の晩年を想起させる野坂のその文章を、「身も蓋もないその筆致は、雑駁さで雑駁を、卑俗さで卑俗を、そのまま直下に映し出すやうな透明な作用を持つてゐる」と解説している。
また、誘った女が迷った末に、なびく瞬間の表情にだけ「女の最高の美」を見て、その後の行為は月並と達観して自涜に耽り、「何も人間や人生と相渉らない」青年や、他人にエロ・ショーを提供するうち、陶酔する客の顔だけ見て満足し、「自分の直接の行為の愉しみ」など捨ててしまう登場人物たちを、「われわれの芸術行為の劇画」だと、作家の暗喩として看取する三島は、「野坂氏は別にそんな大それた小説を書いたつもりではないが、現代社会の性的態度の売淫性が、そのもつとも低い形態において、芸術行為の象徴性にまですり代るといふ着眼点は、リアリティーをつかんでゐる」と述べて、以下のように解説している

## 映画化
『「エロ事師たち」より 人類学入門 』（日活、今村プロダクション）
1966年（昭和41年）3月12日封切。公開時の惹句は、「みんなに感謝されながらパクラレる運命の人・エロ事師たち！ その哀歓を通して現代日本に鋭いメスを入れる衝撃の異色喜劇大作!!」である。同年度の第40回キネマ旬報ベスト・テンの第2位となり、小沢昭一は主演男優賞を受賞した。

### スタッフ
- 監督：今村昌平
- 脚色：今村昌平、沼田幸二
- 原作：野坂昭如
- 企画：友田二郎
- 製作：今村プロダクション
- 撮影：姫田真佐久
- 美術：高田一郎
- 音楽：黛敏郎
- 録音：紅谷愃一
- 照明：岩木保夫
- 編集：丹治睦夫
- スチル：荻野昇

### キャスト
- スブやん（緒方義元）：小沢昭一
- 松田春：坂本スミ子
- 松田幸一：近藤正臣
- 松田恵子：佐川啓子
- 伴的：田中春男
- カボー：中野伸逸
- 緒方蓼雲：菅井一郎
- その後妻照代：園佳也子
- 古本屋のタケ：木下サヨ子
- 小田先生：菅井きん
- 医師：北村和夫
- きたの会社の部長：浜村純
- 白鳥重役：二代目中村鴈治郎
- やせ型の中年男：榎木兵衛
- 小肥りの女：西村貞子
- 精薄の少女：桜井詢子
- その父親：殿山泰司
- 処女屋のおばはん：ミヤコ蝶々
- 処女チヨ子：甲田啓子
- 町工場のおかみ：西岡慶子
- 町工場の親爺：小倉徳七
- 西岡：玉村駿太郎
- 祈祷師：福山博寿
- グラマーの映子：福地登茂
- 古川：内田朝雄
- 真田警部：西村晃
- 関口銀次郎：島米八
- マコト：佐藤蛾次郎
- 女子学園園長：須藤圭子
- 小林昭二

## ミュージカル化
「聖スブやん」の題名で、1968年にミュージカル劇となった。
- 脚本：藤田敏雄
- 演出：松浦竹夫
- プロデュース：いずみたく

## おもな刊行本
- 『エロ事師たち』（講談社、1966年3月10日）
  - 装幀：山内暲。写真装幀：浜田啓。帯文：三島由紀夫、吉行淳之介。あとがき：野坂昭如。赤色帯。
- 新書版『エロ事師たち』（講談社ロマン・ブックス、1967年3月5日）
  - 装幀：長尾みのる
- 文庫版『エロ事師たち』（新潮文庫、1970年4月15日。改版2001年）
  - カバー装幀：宇野亜喜良。付録・解説：澁澤龍彦。
- 『野坂昭如コレクション 1』（国書刊行会、2000年）
  - 収録作品：初稿エロ事師たち、浣腸とマリア、あゝ水銀大軟膏、銀座のタイコ、マッチ売りの少女、とむらい師たち、四面凶妻、受胎旅行、ベトナム姐ちゃん、娼婦焼身、子どもは神の子、殺さないで、焼土層、プアボーイ、八方やぶれ、死児を育てる
  - ※ 初稿版が収録。
- 英文版『The Pornographers』（訳：マイケル ギャラガーMichael Gallagher）（Tuttle、2006年）